# Maala
Pour les articles homonymes, voir Maala (homonymie).
Mâala (en tifinagh : ⵎⵄⴰⵍⴰ, en arabe : معالة) est une commune de la wilaya de Bouira, dans la région de Kabylie, en Algérie.

## Géographie

### Situation
Maala est situé dans l'extrème nord-ouest de la  wilaya de Bouira, dans la région de Kabylie, en Algérie.
| Bouderbala | Lakhdaria                    | Kadiria           |
| Zbarbar    | Maala                        | Djebahia et Aomar |
| Zbarbar    | El Mokrani et Souk El Khemis | Djebahia et Aomar |

## Histoire
La tribu des Senhadja-Mâalla faisait autrefois partie de la confédération des Ath Djâad. Sa population, composée de groupes d'origine kabyle et arabo-berbère, renferme aussi quelques familles Kourourlis (métis de Turcs et d'Arabes) provenant de la tribu voisine des Zouatna, dans laquelle le beylek d'Alger avait installé une colonie de janissaires au XVIIe siècle.
Elle a fait sa soumission à la France en 1851, mais elle a pris parti à l'insurrection de 1871 et elle est signalée par son acharnement au massacre des colons de Palestro. Après la pacification, elle a été frappée d'une forte contribution de guerre et le séquestre collectif a été apposé sur son territoire.
Elle a été désignée par arrêté du 4 avril 1889, pour l'application du sénatus-consulte de 1863, et a été soumise une première fois, de 1889 à 1891, aux opérations de délimitation et de répartition prévues par le décret du 22 septembre 1887.
Appelée, dans sa séance du 30 mars 1894, à se prononcer sur les résultats de ses travaux, le conseil du gouvernement émit un avis favorable à leur homologation, sous la seule réserve que, pour éviter toute confusion avec d'autres territoires portant la même désignation, il convenait de substituer au nom de Senhadja, donné à l'un des deux douars que la tribu devait former, celui de Drâ-Barrouta, emprunté à une crête dominant le cours de l'Isser.
Mais sur ces entrefaites, l'administration ayant voulu faire procéder au lever parcellaire du territoire de la tribu, il fut reconnu que les opérations du sénatus-consulte présentaient de nombreuses défectuosités imputables au commissaire délimiteur et qui commandaient de les réviser complètement.
Cette révision, à raison de laquelle il est regrettable que l'administration se soit trouvée dans l'impossibilité d'exercer un recours pécuniaire contre l'ancien agent responsable, a été effectuée pendant les années 1894-1895 et 1896. De nouveaux procès-verbaux ont été établis et soumis à de nouvelles formalités de procédure. Ce sont les résultats de ces dernières opérations qui font l'objet du présent rapport.

## Ressources hydriques

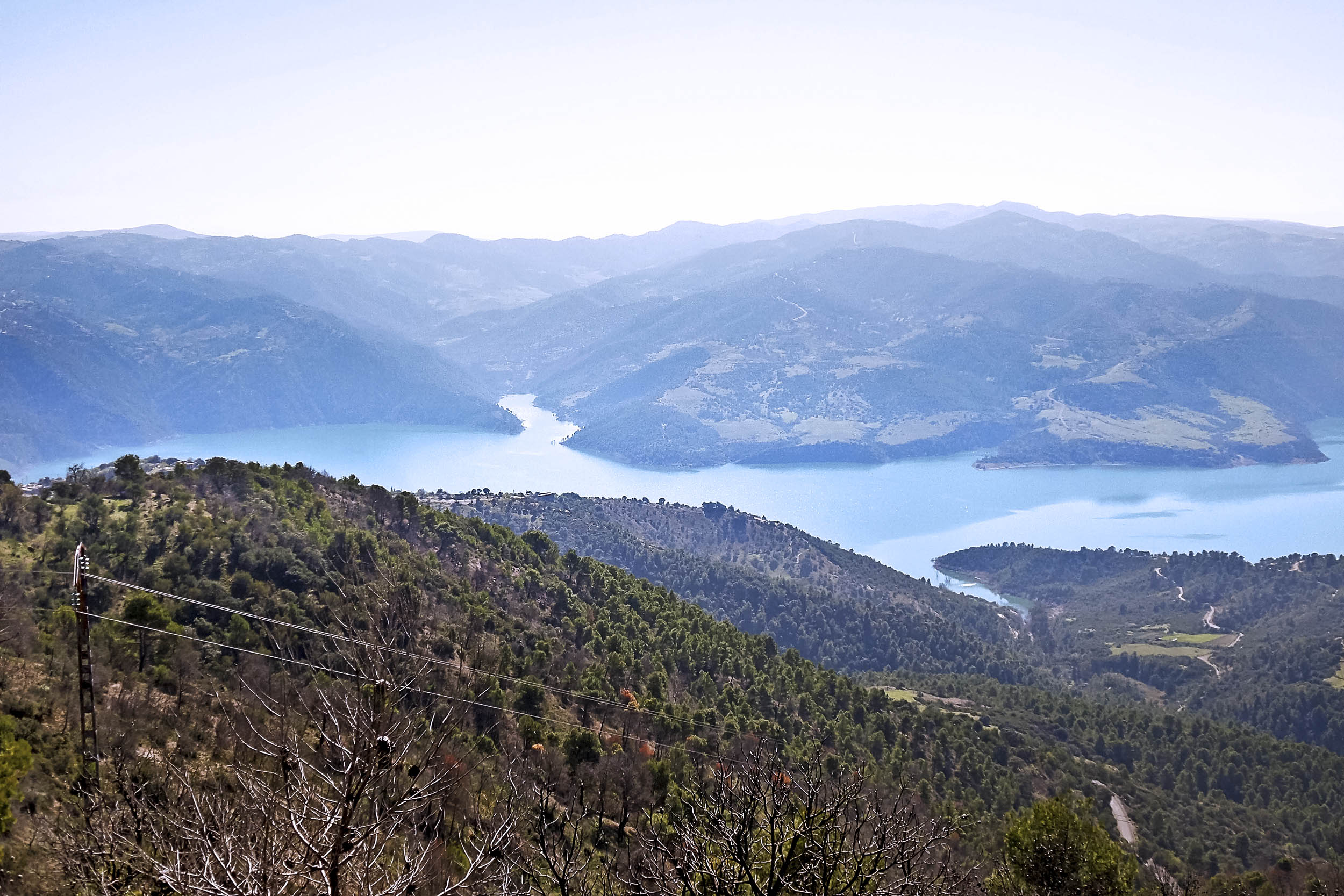
Le barrage Koudiat Acerdoune

La commune abrite le barrage de Koudiat Acerdoune, inauguré en 2008, le barrage fournit de l'eau d'irrigation pour plus de 20 000 hectares de terres agricoles. Il fournit également à la ville d'Alger 170 millions de mètres cubes d'eau potable par an avec le barrage de Keddara.